# 亜細亜映画
亜細亜映画（あじあえいが）は、かつて存在した日本の映画会社である。映画監督の白井戦太郎が1934年に設立し、大阪府下に撮影所を構えた。同年6月、第一映画社と改称したが、撮影所が同年9月の台風で損壊し、解散した。3作の剣戟映画を製作した。亜細亜映画旭ヶ丘撮影所についても本項に詳述する。

## データ
- 大阪府交野郡牧野村（現在の同府枚方市牧野本町1-10）

北緯34度50分29.94秒 東経135度40分12.79秒 / 北緯34.8416500度 東経135.6702194度

## 略歴・概要
奈良の市川右太衛門プロダクションあやめ池撮影所（右太プロ）で映画監督としてのキャリアを積んだ白井戦太郎が独立し、1934年（昭和9年）に設立したのが亜細亜映画である。株式会社等の法人か、白井の個人事業かは明らかではない。同年、大阪府交野郡に撮影所を建設、亜細亜映画旭ヶ丘撮影所とした。
設立第1作は、それまで京都市郊外の日活太秦撮影所の端役俳優であった当時20歳の近衛十四郎を主演俳優として抜擢し、白井の右太プロ時代の同僚脚本家・御荘金吾のオリジナル脚本を採用、白井が自ら監督をして製作したサイレントの剣戟映画『叫ぶ荒神山』を同年4月に発表した。同年5月には、同様の布陣で『曲斬海道旅』を製作、発表した。
同年6月、社名を第一映画社と改称、近衛の主演第3作『天保からくり秘帖』を製作、発表したが、興行的には不首尾であった。同年9月には、室戸台風が同地を襲い、撮影所は壊滅した。撮影所の再建も、新作の製作もおぼつかなく、同年中に解散した。翌1935年（昭和10年）、白井と近衛は、東京にある大都映画に移籍した。
この「第一映画社」は、1934年9月に京都で永田雅一が設立し、第一映画撮影所を開所した第一映画とは無関係である。

## 関係する人物

### スタッフ
- 白井戦太郎 - プロデューサー、監督
- 御荘金吾 - 脚本家
- 亀田耕司 - 撮影技師、戦後、プロデューサーに転向

### 俳優
- 近衛十四郎
- 結城重三郎 （のちの小崎政房）
- 正宗新九郎
- 團徳磨
- 山本絹枝
- 花柳洋子
- 中村園枝
- 松井長
- 谷譲二
- 社刃之助
- 吉田益二郎
- 天津哲也
- 落合新十郎
- 市原義夫
- 水谷清子
- 伊東洋
- 大谷卓二
- 福岡傳
- 森龍介
- 井村博
- 中山介二郎
- 尾形章二郎
- 大原光三郎
- 阪東幸四郎
- 岡村義夫
- 松浦築枝

## フィルモグラフィ
いずれも1934年製作、白井戦太郎監督、近衛十四郎主演作、サイレント映画である。
亜細亜映画
- 『叫ぶ荒神山』 : 1934年4月
- 『曲斬海道旅』 : 1934年5月

第一映画社
- 『天保からくり秘帖』 : 1934年6月

## 註
1. 1 2 3 4 5  ひらかた検定 解答解説、枚方市、2009年11月1日閲覧。
2. 1 2 3 4  白井戦太郎、日本映画データベース、2009年11月1日閲覧。